# Alluy
Alluy település Franciaországban, Nièvre megyében. Lakosainak száma 368 fő (2022. január 1.). Alluy Montapas, Tintury, Biches, Brinay, Châtillon-en-Bazois és Rouy községekkel határos.

## Népesség
A település népességének változása:
| Lakosok száma | 407  | 395  | 397  | 386  | 381  | 377  | 374  | 371  | 368  |
|               | 2013 | 2015 | 2016 | 2017 | 2018 | 2019 | 2020 | 2021 | 2022 |